# Eryx conicus
Espèce
Synonymes
- Boa conica Schneider, 1801
- Erix bengalensis Cuvier, 1837
- Gongylophis conicus (Schneider, 1801)
- Eryx conicus var. laevis Peters, 1869

Eryx conicus est une espèce de serpents de la famille des Boidae.

## Répartition
Cette espèce se rencontre au Pakistan, au Népal, en Inde et au Sri Lanka.

## Description

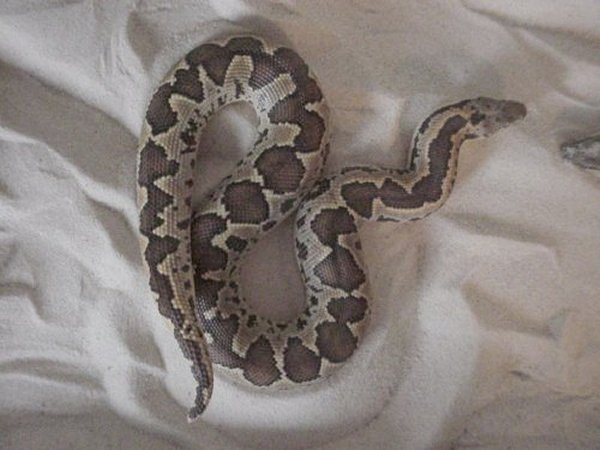
Eryx conicus

Ces serpents mesurent jusqu'à un mètre.

## Liste des sous-espèces
Selon The Reptile Database (14 février 2014) :
- Eryx conicus conicus (Schneider, 1801)
- Eryx conicus brevis Deraniyagala, 1951

## Publications originales
- Deraniyagala, 1951 : Some new races of the snakes Eryx, Callophis, and Echis. Spolia Zeylanica, vol. 26, p. 147-150.
- Schneider, 1801 : Historiae Amphibiorum naturalis et literariae. Fasciculus secundus continens Crocodilos, Scincos, Chamaesauras, Boas. Pseudoboas, Elapes, Angues. Amphisbaenas et Caecilias. Frommani, Jena, p. 1-374 (texte intégral).